# Dirka po Španiji 1998
Dirka po Španiji 1998 (špansko Vuelta a España 1998) je 53. izvedba dirke po Španiji, tritedenske moške cestne kolesarske etapne dirke. Začela se je 5. septembra v Córdobi in končala 27. septembra v Madridu. Sodelovalo je 198 kolesarjev iz 22-ih ekip. Rumeno majico je prvič osvojil Abraham Olano (Banesto), drugo mesto Fernando Escartín (Kelme–Costa Blanca), tretje pa José María Jiménez (Banesto). Rožnato majico je osvojil Fabrizio Guidi (Banesto), belo majico je osvojil José María Jiménez, modro majico pa Giancarlo Raimondi (Brescialat–Liquigas).

## Ekipe
1. razred
- Banesto
- Cantina Tollo–Alexia Alluminio
- Casino-Ag2r
- Cofidis
- Crédit Agricole
- Festina–Lotus
- Kelme–Costa Blanca
- Lotto–Mobistar
- Mapei–Bricobi
- ONCE
- Rabobank
- Saeco Macchine per Caffè
- Team Polti
- Team Telekom
- TVM–Farm Frites
- US Postal
- Vitalicio Seguros

2. razred
- Brescialat–Liquigas
- Estepona en Marcha–Brepac
- Euskaltel-Euskadi
- Post Swiss Team

3. razred
- Avianca-Telecom

## Etape
| Etapa | Datum         | Štart/Cilj                         | Razdalja               | Tip     | Tip                  | Zmagovalec               |         |
| ----- | ------------- | ---------------------------------- | ---------------------- | ------- | -------------------- | ------------------------ | ------- |
| 1     | 5. september  | Córdoba                            | 161,7 km               |         | hribovita etapa      | Markus Zberg (SUI)       |         |
| 2     | 6. september  | Córdoba – Cádiz                    | 234,6 km               |         | ravninska etapa      | Jeroen Blijlevens (NED)  |         |
| 3     | 7. september  | Cádiz – Estepona                   | 192,6 km               |         | ravninska etapa      | Jaan Kirsipuu (EST)      |         |
| 4     | 8. september  | Málaga – Granada                   | 173,5 km               |         | hribovita etapa      | Fabrizio Guidi (ITA)     |         |
| 5     | 9. september  | Olula del Río – Murcia             | 165,5 km               |         | ravninska etapa      | Jeroen Blijlevens (NED)  |         |
| 6     | 10. september | Murcia – Xorret de Catí            | 201,5 km               |         | gorska etapa         | José María Jiménez (ESP) |         |
| 7     | 11. september | Alicante – Valencija               | 185 km                 |         | ravninska etapa      | Giovanni Lombardi (ITA)  |         |
| 8     | 12. september | Palma de Mallorca                  | 181,5 km               |         | hribovita etapa      | Fabrizio Guidi (ITA)     |         |
| 9     | 13. september | Alcúdia                            | 39,5 km                |         | posamični kronometer | Abraham Olano (ESP)      |         |
|       | 14. september | Província de Barcelona             | Província de Barcelona |         | dan počitka          | dan počitka              |         |
| 10    | 15. september | Vic – Estación de Pal (Andora)     | 199,3 km               |         | gorska etapa         | José María Jiménez (ESP) |         |
| 11    | 16. september | Andorra la Vella (Andora) – Cerler | 186 km                 |         | gorska etapa         | José María Jiménez (ESP) |         |
| 12    | 17. september | Benasque – Jaca                    | 187 km                 |         | hribovita etapa      | Gianni Bugno (ITA)       |         |
| 13    | 18. september | Sabiñánigo                         | 208,5 km               |         | hribovita etapa      | Andrej Zinčenko (RUS)    |         |
| 14    | 19. september | Biescas – Zaragoza                 | 145,5 km               |         | ravninska etapa      | Marcel Wüst (GER)        |         |
| 15    | 20. september | Zaragoza – Soria                   | 178,7 km               |         | ravninska etapa      | Andrej Zinčenko (RUS)    |         |
| 16    | 21. september | Soria – Lagunas Glaciares de Neila | 143,7 km               |         | gorska etapa         | José María Jiménez (ESP) |         |
| 17    | 22. september | Burgos – León                      | 188,5 km               |         | ravninska etapa      | Marcel Wüst (GER)        |         |
| 18    | 23. september | León – Salamanca                   | 223 km                 |         | ravninska etapa      | Fabrizio Guidi (ITA)     |         |
| 19    | 24. september | Ávila – Segovia                    | 170,4 km               |         | gorska etapa         | Roberto Heras (ESP)      |         |
| 20    | 25. september | Segovia – Alto de Navacerrada      | 206 km                 |         | gorska etapa         | Andrej Zinčenko (RUS)    |         |
| 21    | 26. september | Fuenlabrada                        | 39 km                  |         | posamični kronometer | Alex Zülle (SUI)         |         |
| 22    | 27. september | Madrid                             | 163 km                 |         | ravninska etapa      | Markus Zberg (SUI)       |         |
|       | Skupaj        | Skupaj                             | 3774 km                | 3774 km | 3774 km              | 3774 km                  | 3774 km |

## Razvrstitev po klasifikacijah
| Etapa  | Zmagovalec         | Rumena majica ·    | Rožnata majica ·  | Bela majica ·      | Modra majica ·     | Ekipno         |
| ------ | ------------------ | ------------------ | ----------------- | ------------------ | ------------------ | -------------- |
| 1      | Markus Zberg       | Markus Zberg       | Markus Zberg      | Francisco Cerezo   | Giancarlo Raimondi | Mapei–Bricobi  |
| 2      | Jeroen Blijlevens  | Markus Zberg       | Markus Zberg      | Francisco Cerezo   | Giancarlo Raimondi | Mapei–Bricobi  |
| 3      | Jaan Kirsipuu      | Laurent Jalabert   | Jaan Kirsipuu     | Francisco Cerezo   | Laurent Jalabert   | Mapei–Bricobi  |
| 4      | Fabrizio Guidi     | Fabrizio Guidi     | Giovanni Lombardi | Francisco Cerezo   | Laurent Jalabert   | Mapei–Bricobi  |
| 5      | Jeroen Blijlevens  | Fabrizio Guidi     | Jeroen Blijlevens | Francisco Cerezo   | Laurent Jalabert   | Lotto–Mobistar |
| 6      | José María Jiménez | José María Jiménez | Jeroen Blijlevens | Francisco Cerezo   | Laurent Jalabert   | Banesto        |
| 7      | Giovanni Lombardi  | José María Jiménez | Jeroen Blijlevens | Francisco Cerezo   | Giancarlo Raimondi | Banesto        |
| 8      | Fabrizio Guidi     | José María Jiménez | Jeroen Blijlevens | Francisco Cerezo   | Giancarlo Raimondi | Banesto        |
| 9      | Abraham Olano      | Abraham Olano      | Jeroen Blijlevens | Laurent Jalabert   | Giancarlo Raimondi | ONCE           |
| 10     | José María Jiménez | Abraham Olano      | Jeroen Blijlevens | José María Jiménez | Giancarlo Raimondi | Banesto        |
| 11     | José María Jiménez | Abraham Olano      | Jeroen Blijlevens | José María Jiménez | Giancarlo Raimondi | Banesto        |
| 12     | Gianni Bugno       | Abraham Olano      | Jeroen Blijlevens | José María Jiménez | Giancarlo Raimondi | Banesto        |
| 13     | Andrej Zinčenko    | Abraham Olano      | Fabrizio Guidi    | José María Jiménez | Giancarlo Raimondi | Banesto        |
| 14     | Marcel Wüst        | Abraham Olano      | Fabrizio Guidi    | José María Jiménez | Giancarlo Raimondi | Banesto        |
| 15     | Andrej Zinčenko    | Abraham Olano      | Fabrizio Guidi    | José María Jiménez | Giancarlo Raimondi | Banesto        |
| 16     | José María Jiménez | Abraham Olano      | Fabrizio Guidi    | José María Jiménez | Giancarlo Raimondi | Banesto        |
| 17     | Marcel Wüst        | Abraham Olano      | Fabrizio Guidi    | José María Jiménez | Giancarlo Raimondi | Banesto        |
| 18     | Fabrizio Guidi     | Abraham Olano      | Fabrizio Guidi    | José María Jiménez | Giancarlo Raimondi | Banesto        |
| 19     | Roberto Heras      | Abraham Olano      | Fabrizio Guidi    | José María Jiménez | Giancarlo Raimondi | Banesto        |
| 20     | Andrej Zinčenko    | José María Jiménez | Fabrizio Guidi    | José María Jiménez | Giancarlo Raimondi | Banesto        |
| 21     | Alex Zülle         | Abraham Olano      | Fabrizio Guidi    | José María Jiménez | Giancarlo Raimondi | Banesto        |
| 22     | Markus Zberg       | Abraham Olano      | Fabrizio Guidi    | José María Jiménez | Giancarlo Raimondi | Banesto        |
| Skupaj | Skupaj             | Abraham Olano      | Fabrizio Guidi    | José María Jiménez | Giancarlo Raimondi | Banesto        |

## Končna razvrstitev
| Legenda | Legenda                                    | Legenda | Legenda                          |
| ------- | ------------------------------------------ | ------- | -------------------------------- |
|         | Predstavlja vodilnega v skupnem seštevku   |         | Predstavlja vodilnega po točkah  |
|         | Predstavlja vodilnega v gorski razvrstitvi |         | Predstavlja vodilnega v šprintih |

### Rumena majica
| Poz. | Kolesar                           | Ekipa               | Čas         |
| ---- | --------------------------------- | ------------------- | ----------- |
| 1    | Abraham Olano (ESP)               | Banesto             | 93h 44' 08" |
| 2    | Fernando Escartín (ESP)           | Kelme–Costa Blanca  | + 1' 23"    |
| 3    | José María Jiménez (ESP)          | Banesto             | + 2' 12"    |
| DSQ  | Lance Armstrong (USA)             | US Postal           | + 2' 18"    |
| 5    | Laurent Jalabert (FRA)            | ONCE                | + 2' 37"    |
| 6    | Roberto Heras (ESP)               | Kelme–Costa Blanca  | + 2' 58"    |
| 7    | Álvaro González de Galdeano (ESP) | Euskaltel-Euskadi   | + 5' 51"    |
| 8    | Alex Zülle (SUI)                  | Festina–Lotus       | + 6' 05"    |
| 9    | Marco Serpellini (ITA)            | Brescialat–Liquigas | + 8' 58"    |
| 10   | Marcos Serrano (ESP)              | Kelme–Costa Blanca  | + 10' 17"   |

### Rožnata majica
| Poz. | Kolesar                  | Ekipa               | Točke |
| ---- | ------------------------ | ------------------- | ----- |
| 1    | Fabrizio Guidi (ITA)     | Team Polti          | 206   |
| 2    | Laurent Jalabert (FRA)   | ONCE                | 158   |
| 3    | José María Jiménez (ESP) | Banesto             | 127   |
| 4    | Marcel Wüst (GER)        | Festina–Lotus       | 124   |
| 5    | Markus Zberg (SUI)       | Post Swiss Team     | 115   |
| 6    | Roberto Heras (ESP)      | Kelme–Costa Blanca  | 108   |
| 7    | Fernando Escartín (ESP)  | Kelme–Costa Blanca  | 102   |
| 8    | Giancarlo Raimondi (ITA) | Brescialat–Liquigas | 102   |
| 9    | Andrej Zinčenko (RUS)    | Vitalicio Seguros   | 101   |
| 10   | Abraham Olano (ESP)      | Banesto             | 96    |

### Bela majica
| Poz. | Kolesar                   | Ekipa                     | Točke |
| ---- | ------------------------- | ------------------------- | ----- |
| 1    | José María Jiménez (ESP)  | Banesto                   | 184   |
| 2    | Laurent Jalabert (FRA)    | ONCE                      | 93    |
| 3    | Fernando Escartín (ESP)   | Kelme–Costa Blanca        | 92    |
| 4    | Roberto Heras (ESP)       | Kelme–Costa Blanca        | 75    |
| 5    | Alex Zülle (SUI)          | Festina–Lotus             | 62    |
| 6    | Richard Virenque (FRA)    | Festina–Lotus             | 60    |
| 7    | José Luis Rubiera (ESP)   | Kelme–Costa Blanca        | 59    |
| 8    | Santiago Blanco (ESP)     | Vitalicio Seguros         | 56    |
| 9    | Oscar Camenzind (SUI)     | Mapei–Bricobi             | 54    |
| 10   | Juan Carlos Vicario (ESP) | Estepona en Marcha–Brepac | 48    |

### Modra majica
| Poz. | Kolesar                   | Ekipa               | Točke |
| ---- | ------------------------- | ------------------- | ----- |
| 1    | Giancarlo Raimondi (ITA)  | Brescialat–Liquigas | 53    |
| 2    | Fabrizio Guidi (ITA)      | Team Polti          | 40    |
| 3    | José Luis Rubiera (ESP)   | Kelme–Costa Blanca  | 29    |
| 4    | Laurent Jalabert (FRA)    | ONCE                | 27    |
| 5    | Mirko Gualdi (ITA)        | Team Polti          | 14    |
| 6    | Andrej Zinčenko (RUS)     | Vitalicio Seguros   | 12    |
| 7    | Mariano Piccoli (ITA)     | Brescialat–Liquigas | 11    |
| 8    | Roberto Sgambelluri (ITA) | Brescialat–Liquigas | 10    |
| 9    | Richard Virenque (FRA)    | Festina–Lotus       | 9     |
| 10   | Fabrice Gougot (FRA)      | Casino-Ag2r         | 9     |

### Ekipna razvrstitev
| Poz. | Ekipa               | Čas          |
| ---- | ------------------- | ------------ |
| 1    | Banesto             | 281h 14' 43" |
| 2    | Kelme–Costa Blanca  | + 8' 58"     |
| 3    | Festina–Lotus       | + 28' 59"    |
| 4    | Vitalicio Seguros   | + 46' 10"    |
| 5    | Euskaltel-Euskadi   | + 1h 04' 17" |
| 6    | ONCE                | + 1h 06' 36" |
| 7    | Avianca-Telecom     | + 1h 41' 49" |
| 8    | Casino-Ag2r         | + 2h 30' 29" |
| 9    | Brescialat–Liquigas | + 2h 48' 23" |
| 10   | Post Swiss Team     | + 3h 07' 14" |